# 高瀬善夫
高瀬 善夫（たかせ よしお、1930年5月20日 - 1999年1月28日）は、日本のジャーナリスト、文筆家、歌人。
福島県若松市（現・会津若松市）出身。

## 略歴
1953年、東京大学文学部社会学科を卒業後、毎日新聞社に入り、学芸部副部長、特別報道部編集委員を務める。1975年に学芸部編集委員となる。
林達夫に師事し鎌倉アカデミアにかかわった。

## 著書
- 高瀬善夫（編）『順ちゃんごめんなさいね: 湘南紫陽花日録』私家版（茅ヶ崎）、1977年12月。全国書誌番号:81037532、OCLC 674541681。
- 『学者・研究者への道』ポプラ社《君たちの将来は》、1979年。全国書誌番号:79030921、NCID BN15080315。
- 『鎌倉アカデミア断章 野散の大学』毎日新聞社、1980年。全国書誌番号:80013956、NCID BN03811220。
- 『一路白頭ニ到ル 留岡幸助の生涯』岩波書店《岩波新書》、1982年。全国書誌番号:83015117、NCID BN00404570。
- 『学びの場と人 歴史に残る各地の私塾探訪』毎日新聞社《毎日選書》、1982年。全国書誌番号:82015905、NCID BN02981305。
- 『さつきやみ抄 歌集』不識書院《青藍叢書》、1993年。全国書誌番号:94049388、OCLC 675610721。
- 『水の器』不識書院《青藍叢書》、1998年。ISBN 4938289237
- 『一冊 遺作七百余首の歌』不識書院《青藍叢書》、1999年。ISBN 4938289466
- 『書物散策』不識書院、2002年。ISBN 4938289954